# Sphoeroides
Sphoeroides is een geslacht van straalvinnige vissen uit de familie van kogelvissen (Tetraodontidae). Het geslacht is voor het eerst wetenschappelijk beschreven in 1798.
- Sphoeroides andersonianus (Morrow, 1957)
- Sphoeroides angusticeps (Jenyns, 1842)
- Sphoeroides annulatus (Jenyns, 1842)
- Sphoeroides dorsalis (Longley, 1934)
- Sphoeroides georgemilleri (Shipp, 1972)
- Sphoeroides greeleyi (Gilbert, 1900)
- Sphoeroides kendalli (Meek & Hildebrand, 1928)
- Sphoeroides lispus Walker, 1996
- Sphoeroides lobatus (Steindachner, 1870)
- Sphoeroides maculatus (Bloch & Schneider, 1801)
- Sphoeroides marmoratus (Lowe, 1838)
- Sphoeroides nephelus (Goode & Bean, 1882)
- Sphoeroides nitidus (Griffin, 1921)
- Sphoeroides pachygaster (Müller & Troschel, 1848)
- Sphoeroides parvus (Shipp & Yerger, 1969)
- Sphoeroides rosenblatti (Bussing, 1996)
- Sphoeroides sechurae (Hildebrand, 1946)
- Sphoeroides spengleri (Bloch, 1785)
- Sphoeroides testudineus (Linnaeus, 1758)
- Sphoeroides trichocephalus (Cope, 1870)
- Sphoeroides tyleri (Shipp, 1972)
- Sphoeroides yergeri (Shipp, 1972)